# Callistocythere rastrifera
Callistocythere rastrifera is een mosselkreeftjessoort uit de familie van de Leptocytheridae. De wetenschappelijke naam van de soort is voor het eerst geldig gepubliceerd in 1953 door Ruggieri.